# Кладрибин
Кладрибин — цитостатический противоопухолевый химиотерапевтический препарат из группы антагонистов пуринов, аналог 2'-дезоксиаденозина, входящего в состав молекулы ДНК. Кладрибин проявляет цитотоксические эффекты (за счет активного метаболита 5'-трифосфата-2-хлор-2'-дезоксиаденозина) в отношении делящихся и неделящихся клеток, ингибируя синтез и репарацию ДНК (ингибирует рибонуклеотидредуктазу, катализирующую реакции образования дезоксинуклеозидтрифосфатов, ДНК-полимеразу и активирует специфическую эндонуклеазу, что приводит к одноцепочечным разрывам ДНК), что в конечном итоге приводит к гибели клетки. Лимфоидные клетки более чувствительны к препарату (так как обладают в них более высокая активность дезоксицитидинкиназы и низкая активность 5'-нуклеотидазы), чем нелимфоидные.

## Фармакокинетика
В СМЖ проникает 25 % препарата. Подвергается внутриклеточному метаболизму. На начальном этапе фосфорилирование до 5'-монофосфата осуществляет дезоксицитидинкиназа. Поскольку активность дезоксицитидинкиназы выше такового для 5'-нуклеотидазы, а также вследствие устойчивости препарата к действию аденозиндезаминазы, в клетке быстро накапливаются все три фосфорилированные формы 2-хлор-2'-дезоксиаденозина. При в/в введении T1/2 — 5,7—19,7 ч. Выводится преимущественно почками (35 %), незначительное количество (1 %) кишечником.

## Показания
Рассеянный склероз, волосатоклеточный лейкоз.

## Противопоказания
Гиперчувствительность, умеренная или тяжелая ХПН (КК менее 50 мл/мин), умеренная или тяжелая печеночная недостаточность (4 и более по шкале Чайлд-Пьюга), одновременное применение миелосупрессивных ЛС, детский возраст (до 16 лет), беременность, период лактации.

## С осторожностью
Угнетение функции костного мозга, инфекции.

## Дозирование
В/в капельно, в виде 2-х- или 24-хчасовых инфузий. Дозу и продолжительность лечения устанавливают в зависимости от особенностей течения заболевания и тяжести состояния. Рекомендуемая доза — 0,09—0,1 мг/кг/сут в течение 7 дней. Данные об увеличении противоопухолевого эффекта при проведении дополнительных курсов отсутствуют.
Перед введением необходимое количество концентрата разводят в 0,5—1 л 0,9 % раствора NaCl, для 24-х инфузий используют бактериостатический 0,9 % раствор NaCl (содержит в качестве консерванта бензиловый спирт).

## Побочное действие

### Со стороны органов кроветворения
Лейкопения, нейтропения, тромбоцитопения, анемия, панцитопения, апластическая и гемолитическая анемии; очень редко — миелодиспластический синдром.

### Со стороны пищеварительной системы
Тошнота, рвота, анорексия, диарея, запор, гастралгия, повышение билирубина и/или трансаминаз.

### Со стороны нервной системы
Головная боль, головокружение, бессонница, периферические сенсорные нейропатии.

### Со стороны сердечно-сосудистой системы
Тахикардия, отеки.

### Со стороны дыхательной системы
Кашель, учащенное дыхание, интерстициальный пневмонит, изменение перкуторного звука и аускультативных характеристик дыхания.

### Со стороны кожных покровов
Сыпь, шелушение кожи, кожный зуд, крапивница.

### Местные реакции
Эритема, боль, отечность, тромбоз, флебит.

### Прочие
Гипертермия, слабость, астения, повышенная утомляемость, боль различной локализации, пурпура, петехии, носовые кровотечения, снижение иммунитета; предрасположенность к оппортунистическим инфекциям, инфекциям, вызванным Herpes simplex, Herpes zoster, цитомегаловирусом.

## Передозировка

### Симптомы
Необратимая нейротоксичность (парез/тетрапарез), острая нефротоксичность, выраженное угнетение костномозгового кроветворения (нейтропения, анемия, тромбоцитопения).

### Лечение
Симптоматическое, антидот неизвестен.

## Взаимодействие
При назначении одновременно или непосредственно после др. миелотоксичных препаратов возможно аддитивное угнетение функции костного мозга.
При назначении в высоких дозах в сочетании с циклофосфамидом и лучевой терапией возрастает нейротоксичность (необратимые пара- и тетрапарезы) и нефротоксичность (острая почечная недостаточность).
Аллопуринол и антибиотики усиливают кожную сыпь.
При смешивании с 5 % раствором декстрозы — усиление деградации кладрибина.

## Особые указания
Лечение препаратом должно осуществляться под контролем врача, имеющего опыт применения противоопухолевой терапии. Миелосупрессия, вызываемая препаратом, дозозависима и обычно обратима, проявляется в течение месяца с момента лечения. Во время лечения и как минимум в течение 4—8 нед., после необходим тщательный контроль гематологических показателей крови.
Особую осторожность следует соблюдать пациентам с исходным угнетением функции костного мозга любого происхождения из-за риска проявления пролонгированной гипоплазии.
В некоторых случаях лечение может привести к тяжелым формам иммуносупрессии с уменьшением числа CD4±лейкоцитов. При возникновении гипертермии на фоне нейтропении необходим контроль общего состояния пациента в течение первого месяца лечения и в случае необходимости назначения антибактериальной терапии.
В случае развития нейротоксичности лечение препаратом должно быть приостановлено до разрешения неврологической симптоматики.
Лечение пациентов с почечной и/или печеночной недостаточностью следует проводить под непосредственным контролем функции почек и печени. Лечение должно быть прекращено в случае развития нефро- или гепатотоксичности.
Необходимо тщательное наблюдение за пожилыми пациентами (в связи с отсутствием данных по фармакокинетике).